# ديفيد سيراس
ديفيد سيراس هو لاعب كرة قدم غرينادي، ولد في 8 مارس 1989. شارك مع منتخب غرينادا لكرة القدم. أما مع النوادي، فقد لعب مع نادي برادفورد بارك أفنيو.

## وصلات خارجية
- ديفيد سيراس على موقع قاعدة بيانات كرة القدم.إي يو (الإنجليزية)
- ديفيد سيراس على موقع ناشيونال فوتبول تيمز (الإنجليزية)
- ديفيد سيراس على موقع Soccerway.com (الإنجليزية)